# Nye Borgerlige

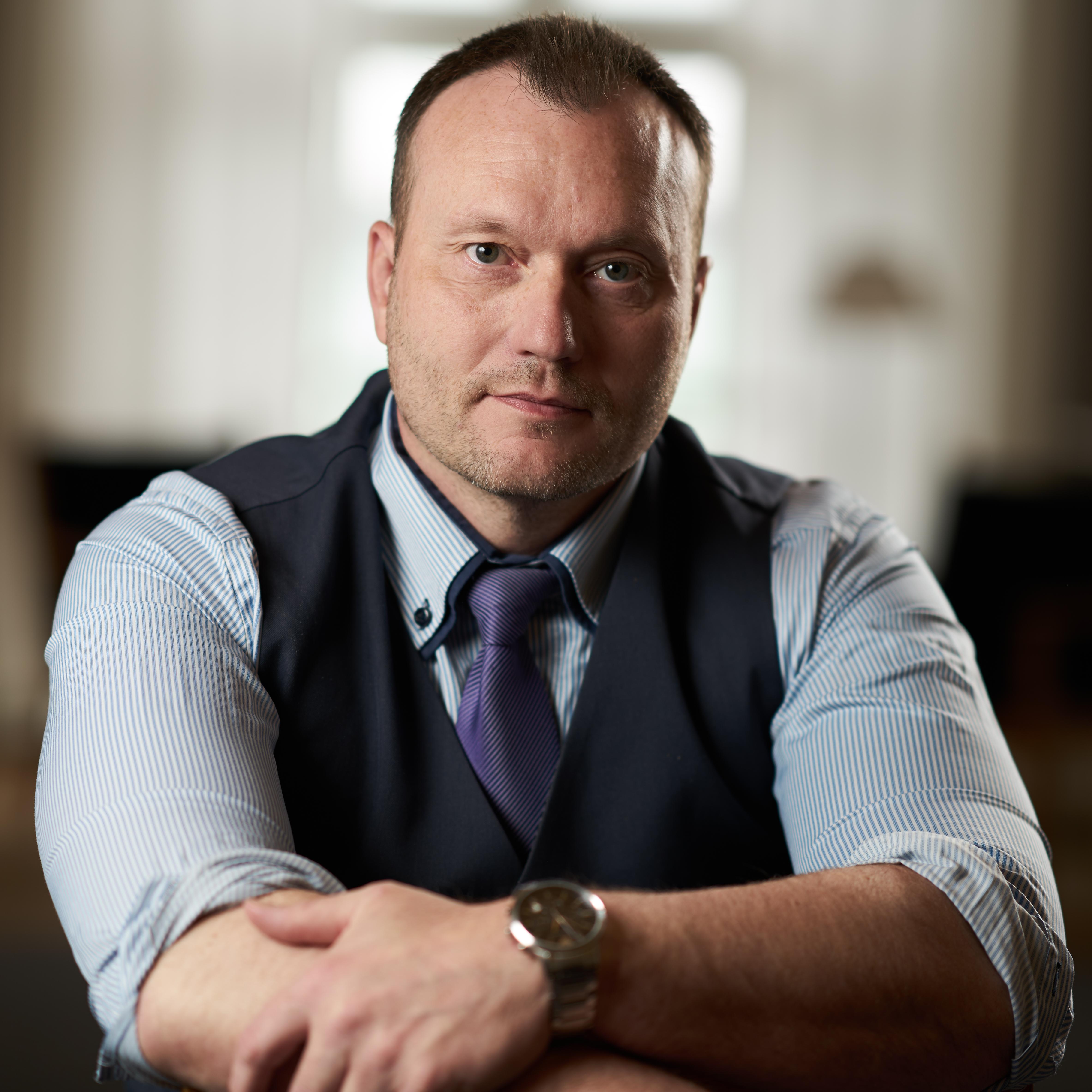
Partijleider Lars Boje Mathiesen

Nye Borgerlige (Nederlands: Nieuw Rechts) is een Deense politieke partij op liberale grondslag. De partij werd gesticht in 2015 door Pernille Vermund en Peter Seier Christensen. Vermund was eerder gemeenteraadslid in Helsingør voor de Konservative Folkeparti. De partij is uitgesproken anti-islam en eurosceptisch.
Bij verkiezingen wordt de partij aangeduid met de hoofdletter D.
Nye Borgerlige deed in 2019 voor het eerst mee aan de verkiezingen voor het Folketing, waarbij de partij vier zetels veroverde. Bij de parlementsverkiezingen in 2022 kwamen daar twee zetels bij, maar deze gingen kort hierna weer verloren toen twee parlementsleden overstapten naar de Dansk Folkeparti. Bij het Deens referendum in 2022 over het afschaffen van het defensievoorbehoud adviseerde de partij om tegen te stemmen. De Denen kozen echter met ruime meerderheid het voorbehoud af te schaffen.
In februari 2023 droeg Pernille Vermund het partijleiderschap over aan Lars Boje Mathiesen.